# ポルノクラシー
ポルノクラシー（pornocracy）は、10世紀前半のヨーロッパにおいて、ローマ教皇の愛妾などが教皇庁を牛耳った、とされる時代の教皇庁の政治を指す語。日本語訳としては「娼婦政治」「婦妾政治」などがある。
「ポルノクラシーの時代」は、第119代教皇セルギウス3世（在位：904年 - 911年）から第130代教皇ヨハネス12世（在位：955年 - 964年）までの約60年間を指す。この時期にはローマの都市貴族であるトゥスクルム家が事実上ローマを支配した。女性であるマロツィアが実子アルベリーコ2世によって権力を奪われた932年までとする見方もある。
ただし、この時代の叙述はクレモナ司教リウトプランドによる記録に多くを拠っており、リウトプランドは神聖ローマ皇帝オットー1世に仕えてヨハネス12世の統治の転覆に関与した人物であることに留意を要する。この語は、「娼婦ども」からローマを解放した君主:19としてオットー1世を正当化する政治的立場を反映している。

## 背景と概要
「ポルノクラシー」に先立つ時代より、ローマ教皇は、ローマ都市貴族と教会の高位役職者からなる緊密で狭いサークルで選ばれるようになっていた:19。教皇たちは頻繁に交替をしており:19、「9世紀における最も有能な教皇のうちのひとり」と評されるヨハネス8世（第107代教皇）の死後、882年に登位したマリヌス1世から914年のヨハネス10世登位まで、32年間に15名の教皇を数えた:19。ローマは教皇ではなく寡頭政治による支配となっており、920年頃からは次第にトゥスクルム家（テオフュラクトゥス家）という特定の家門の支配下に置かれるようになっていった:19。
この時代に権勢を握ったとされる女性として、トゥスクルム伯テオフィラクトの妻テオドラと:112、その娘マロツィアが著名である。マロツィアとその息子スポレート公アルベリーコ2世は、ローマ市を思いのままに支配し、教皇を立て続けに擁立した:112。そのうちの何人かは親族であった:112。

## 歴史

### テオドラとマロツィア
テオドラ (Theodora (senatrix)) は、ローマ市の執政であったトゥスクルム伯テオフィラクト（テオフュラクトゥス） (Theophylact I, Count of Tusculum) の妻である。テオフィラットの間にはマロツィアと、テオドラ（テオドラ2世） (de:Theodora II. von Tusculum) を生んだ。一方でテオドラは、のちに教皇となるヨハネス10世（第122代教皇、在位：914年 - 928年）らの愛妾にもなっていた。
娘のマロツィア（892年頃 - 932年以後）は、数度の結婚をした。最初の夫はスポレート公アルベリーコ1世（アルベリクス）で、のちに教皇となるヨハネス11世（910年? - 935年／第125代教皇、在位：931年 - 935年）、のちにスポレート公を継ぐアルベリーコ2世（912年頃 - 954年）、ダヴィドを生んだ。しかしマロツィアは実はセルギウス3世（第119代教皇、在位：904年 - 911年）の愛妾になっており、表向きアルベリーコ1世との間の子とされているヨハネス11世はセルギウス3世との間の子であるといわれる。マロツィアはSenatorix
（女元老院議員の意）という称号を創り、自ら称した:112。

### マロツィアをめぐる教皇たち
セルギウス3世は、897年に教皇位をヨハネス9世（第116代教皇、在位：898年 - 900年）と争って敗れ、アルベリーコ1世のもとに身を寄せていた。ローマは当時フォルモスス（第111代教皇、在位：891年 - 896年）の政策の評価などを争点に、教皇の廃立が繰り返される激しい政争の渦中にあったが、セルギウス3世はアルベリーコ1世の支援を受けてローマに戻り、904年に教皇に登位した。この過程で前教皇レオ5世（第118代教皇、在位：903年）を獄中で殺害し、反対派に対抗するためテオフュラクトゥス家と結んだ。
914年にヨハネス10世が教皇に登位したが、これにはテオフィラクトとテオドラの支持があった。しかし、ヨハネス10世はイタリア王ウーゴ（アルルのフゴ）に接近し、ローマ貴族と距離を置きはじめた。一方マロツィアの夫であるアルベリーコ1世は、ローマで専制的な支配を行ったが、925年頃に市民に殺害されたという。マロツィアはトスカーナ侯グイード（グイスカルドゥス。ウーゴの異父弟）と接近するが、グイードとの再婚をめぐってヨハネス10世と対立した。マロツィアは教皇ヨハネス10世の殺害を命じたと疑われている（928年に逮捕され獄死）。マロツィアはグイードと再婚するが、先立たれる。
931年に、マロツィアの子であるヨハネス11世が教皇に登位する。932年、マロツィアとイタリア王ウーゴが結婚式を挙げるが、マロツィアの息子のスポレート公アルベリーコ2世はこの結婚式を襲撃した。マロツィアはサンタンジェロ城に幽閉され、のちに獄死する。ヨハネス11世もまたラテラノ宮殿に監禁され、囚われのまま死去した。
マロツィアの失墜によって、女性が教皇庁を支配する時代は終わった。しかし、トゥスクルム家による教皇庁支配はアルベリーコ2世によって受け継がれた。

### アルベリーコ2世による教皇庁支配
アルベリーコ2世は兄のヨハネス11世とその後継者たち（レオ7世、ステファヌス8世、マリヌス2世、アガペトゥス2世）を支配下において教皇庁を統制した。954年にアルベリーコ2世は没するが、死を前にしてローマ貴族たちに、自分の子であるオクタヴィアヌスを後継教皇とすることを誓約させた。955年、オクタヴィアヌスは18歳の若さで教皇に選出された。ヨハネス12世（第130代教皇、在位：955年 - 964年）である。

### 終焉
ヨハネス12世は教皇権と公権を一手に担ったが、能力はなかった:19。無謀な教皇領拡大に乗り出してイヴレーア辺境伯ベレンガーリオ（のちイタリア王ベレンガーリオ2世）と戦端を開くが、ベレンガーリオに大敗を喫してローマまで攻め込まれ、内部の敵にも背かれて、フランク王オットー1世に救援を求めてようやく危地を脱した:19。これに対する見返りとして、オットーはローマ皇帝として戴冠することになる（神聖ローマ帝国の始まりと見なされる）:19。しかしこの措置はローマでは不評で、オットーに対する反乱が相次いだ:19。その後、ヨハネス12世は旧敵ベレンガーリオと結んでオットーと対決するが、963年に皇帝オットー1世によって、皇帝に対する反乱煽動と不道徳を理由に教皇廃位を宣告され、ローマを追放された。リウトプランドは教皇ヨハネス12世の統治の転覆に参加した一人でもある。
オットー1世はその後もローマで教皇を廃立し、反対派を容赦なく鎮圧した:19。のちにビザンツ帝国に派遣されたリウトプランドは、ビザンツ皇帝ニケフォロス2世フォカスからオットーの行動が侵略であると批判された。これに対してリウトプランドは、オットーはローマをマロツィアら「娼婦ども」や「圧政者たちのくびき」から解放したのだと反論している:19。

### その後
なお、トゥスクルム家の影響はその後も残り、複数の教皇を輩出している（マロツィアの項目の系図、en:Tusculan Papacy参照）。ベネディクトゥス7世（第135代教皇、在位：974年 - 983年）がマロツィアの孫（ダヴィドの子）、ベネディクトゥス8世（第143代教皇、在位：1012年 - 1024年）とヨハネス19世（第144代教皇、在位：1024年 - 1032年）兄弟がマロツィアの曾孫（ヨハネス12世の甥）、退位と復位を繰り返したベネディクトゥス9世（第145代・第147代・第150代教皇、在位：1032年 - 1044年、1045年、1047年 - 1048年）がマロツィアの玄孫である（ベネディクトゥス8世とヨハネス19世の甥）。また、ヨハネス13世（第133代教皇、在位：965年 - 972年）はマロツィアの甥（テオドラ2世の子）であった。
トゥスクルム家の教皇のうち数人は20歳前後で教皇になっている（ヨハネス11世、ヨハネス12世、ベネディクトゥス9世など）。ベネディクトゥス9世に至っては11-12歳で教皇になったとする説もある。もしも11-12歳であったならば、最も若くして教皇になった人物である (List of ages of popes) 。

## 評価
ローマの政治的権力者として、テオドラとマロツィアが新しいローマ教皇を選ぶ選挙をコントロールしたのは確かであるが、実際彼女たちに持たれたすべての疑いが証明できたかは不明である。